# Daring-Klasse (1895)
Die Daring-Klasse war eine Klasse von Torpedobootzerstörern der Royal Navy vor dem Ersten Weltkrieg. Sie bestand aus den beiden Schiffen Daring und Decoy. Sie wurden auch als „27-Knotters“ bezeichnet.

## Entwicklungs- und Baugeschichte
Die Royal Navy sah in den Torpedobooten  der anderen Marinen eine erhebliche Bedrohung ihre Schlachtflotte.  Um dieser Bedrohung zu begegnen, entwickelte die Royal Navy seit Jahren Abwehrschiffe.  Allerdings hatten die von ihr entwickelten und beschafften Torpedokanonenboote bislang nicht die Erwartungen erfüllt, da ihre Geschwindigkeit nicht genügte, um moderne Torpedoboote abzufangen.  1892 bestellte der neue Dritte Seelord, Konteradmiral Jackie Fisher sechs Boote bei Werften, die im Torpedoboot-Bau Erfahrung hatten, die annähernd dieselbe Geschwindigkeit wie mögliche Angreifer haben sollten, mit hinreichend Schnellfeuerkanonen zur Abwehr von Torpedobooten ausgestattet waren und eine bessere Seefähigkeit als die bis dahin beschafften eigenen Torpedoboote haben sollten. Drei Werften erhielten die ersten Aufträge für diese erst als „torpedo boat catcher“ bezeichneten Boote, die bald als „torpedo boat destroyer“ (Zerstörer) bezeichnet wurden.
Die Admiralität überließ die Detailkonstruktion bei diesen Aufträgen den Bauwerften. Yarrow & Co. in Poplar baute die Havock und die Hornet, von denen die Havock als erster britischer Zerstörer fertiggestellt wurde. Laird Brothers in Birkenhead bauten die Ferret und Lynx und die ebenfalls Londoner Werft John I. Thornycroft & Co. in Chiswick fertigte gleichzeitig die Daring (Kiellegung als BauNr. 287 im Juli 1892) und Decoy (BauNr. 288).  Die sechs Boote wurden oft auch als die „26-knotter“ nach ihrer geforderten Höchstgeschwindigkeit zusammengefasst. Thornycroft war nicht nur am Bau der ersten britischen Zerstörer beteiligt. Die Werft baute bis zum Ende des Ersten Weltkriegs über 70 Zerstörer für die Royal Navy und war der bedeutendste Lieferant dieses Schifftyps. Auch baute Thornycroft etliche Boote für Marinen anderer Staaten.
Beide Schiffe der Daring-Klasse waren 56,5 m lang und verdrängten 260 Tonnen. Ihre Thornycroft-Dampfkessel erzeugten eine Leistung von 4.200 PS und verliehen ihnen eine Geschwindigkeit von 27 kn. Die Daring erreichte bei ihren Tests an den Maplin Sands nahe Southend-on-Sea sogar 28,21 kn und galt für eine Weile als das 'schnellste Boot der Welt', dem 28,25 kn nachgesagt wurden.  Die Bewaffnung bestand aus einem 76-mm-Geschütz, drei 57-mm-Geschützen und drei Torpedorohren, einem am Bug und zwei auf einer drehbaren Befestigung hinter den beiden Schornsteinen. Das Torpedorohr im Bug der Boote wurde später entfernt, da sein Einsatz sehr wetterabhängig war und die Boote bei höherer Geschwindigkeit Gefahr liefen, den eigenen Torpedo zu überlaufen.
Die Boote hatten, wie alle britischen Zerstörer bis über die Jahrhundertwende hinaus, ein gewölbtes Vorderdeck, das als  „turtleback“ (Schildkrötrücken) bezeichnet wurde. Diese Vorschiffsform erfüllte die Erwartungen nicht, da die Boote viel Wasser bei Seegang übernahmen, da sie sich bei Seegang förmlich in die Wellen bohrten.

## Weitere Entwicklung
Schon mit den nächsten Aufträgen erhöhte die Royal Navy die zu erreichende Höchstgeschwindigkeit auf 27 Knoten und bestellte 36 Boote auf der Basis der überarbeiteten Anforderungen. Thornycroft gehörte erneut zu den ersten Auftragsnehmern und baute drei Boote nach der neuen Ausschreibung (Ardent-Klasse). Von den unmittelbar danach ausgeschriebenen „30-knottern“ (74 Boote) lieferte die Werft dann elf: zehn Zweischornstein-Boote, die später die D-Klasse bildeten, und das Einzelschiff HMS Albatross mit drei Schornsteinen.

## Die ersten britischen Zerstörer (26-knotters)
| Name   | Werft                     | Kiellegung | Stapellauf | Fertigstellung | Schicksal                                     |
| ------ | ------------------------- | ---------- | ---------- | -------------- | --------------------------------------------- |
| Havock | Yarrow & Co.              | 1.07.1892  | 12.08.1893 | 1.1894         | gestrichen 14.05.1912                         |
| Hornet | Yarrow & Co.              | 1.07.1892  | 13.12.1893 | 7.1894         | gestrichen 12.10.1909                         |
| Daring | John I. Thornycroft & Co. | 1.07.1892  | 25.11.1893 | 2.1895         | gestrichen 10.04.1912                         |
| Decoy  | John I. Thornycroft & Co. | 1.07.1892  | 7.04.1894  | 6.1895         | gesunken 13.08.1904                           |
| Ferret | Laird Brothers            | 1.07.1892  | 9.12.1893  | 3.1895         | gestrichen 1910, 1911 als Zielschiff versenkt |
| Lynx   | Laird Brothers            | 1.07.1892  | 24.01.1894 | 3.1895         | gestrichen 10.04.1912                         |